# 勇者 (YOASOBIの曲)
「勇者」（ゆうしゃ、英語: “The Brave”）は、日本の音楽ユニットYOASOBIの楽曲。配信限定シングルとして2023年9月29日にソニー・ミュージックエンタテインメントからリリースされた。

## 背景・リリース
本楽曲はテレビアニメ『葬送のフリーレン』のオープニングテーマとなっており、原作者の山田鐘人監修、木曾次郎著の本楽曲制作用の書き下ろし小説『奏送』を基に制作された。
YOASOBIの2人は原作漫画のファンであり、作品を読んでいた時に感じていた「常に漂うどこか寂しい空気感」や「旅をしていく中でフリーレンが知らない感情に気付いていく心の動き」などをどれだけ楽曲に詰められるかこだわって本楽曲を制作したとコメントしている。2023年9月23日に行われたテレビアニメの完成披露イベントではYOASOBIからのコメント映像が上映され、作詞・作曲・編曲を手掛けたAyaseは「フリーレンの感情の変化や勇者に対する思いなどをストレートに曲に込めた」とこだわりをアピールし、ikuraは旅の中で変化するフリーレンに思いを寄せ「感情の記憶をしっかり表現できたらいいなというふうに思っています」とコメントした。
同年9月1日にテレビアニメのオープニングテーマがYOASOBIの『勇者』なることが発表され、9月27日に本楽曲を同月29日に配信リリースすることを発表し、配信ジャケットを公開した。
同年9月24日にはテレビアニメと日本テレビ系の朝の情報番組の『ZIP!』とのコラボ特番『葬送のフリーレン×ZIP!待望のアニメ化!魅力解剖SP』が放送され、YOASOBIが本楽曲に込めた思いを語っている。
同年12月13日には、配信限定シングルの「勇者」に加え、後述する英語版の「The Brave」、「勇者 – Anime Edit -」、「勇者 – Instrumental -」が収録されたCDが完全生産限定盤としてリリースされた。CDの仕様はアンティーク調の宝箱仕様となっており、原作の作画担当のアベツカサによる描き下ろしイラストが表紙となる4ページのブックレット、魔導書風デジパック、巻物形式の本楽曲の原作小説『奏送』が特典として付属している。

## ミュージック・ビデオ
本楽曲のミュージック・ビデオは楽曲の配信開始と同日の2023年9月29日23時00分に公開された。ミュージック・ビデオはテレビアニメ本編と同じくマッドハウスが制作しており、MVディレクターは廣江啓輔が、作画監督は高瀬丸が担当した。ミュージック・ビデオは全編が『葬送のフリーレン』のオリジナル・アニメーションで構成されており、フリーレン、ヒンメル、ハイター、アイゼンの勇者パーティーの4人が旅する姿を描いている。

## The Brave
「The Brave」（ザ・ブレイヴ）は、日本の音楽ユニットYOASOBIの楽曲。2023年11月24日に配信限定シングルとしてリリースされた。
2023年11月22日に「勇者」の英語バージョンである「The Brave」を配信リリースすることを発表し、ジャケットが公開された。なお、英語訳詞はKonnie Aokiが担当している。

## クレジット
ミュージック・ビデオより引用。
Music
Ayase
Vocal
ikura
Background Chorus English Lyrics
Konnie Aoki
Background Chorus
Imani J Dawson
Ebony Bowens
Mimiko Goldstein
Marrista
Sofia Ray
Shore Cienna
Haley Lewis
Jonas Gen Whitaker
Missy Suzuki
Ivy
Velvet
Emily

## カバー
- Morfonica［倉田ましろ（進藤あまね）］ - ゲーム『バンドリ! ガールズバンドパーティ!』に収録（2024年9月11日追加）。